# Friedhof (Merkendorf)
Der Friedhof der evangelisch-lutherischen Kirchengemeinde Merkendorf befindet sich in der Ringstraße 20 (Ecke Bammersdorfer Straße) der Stadt Merkendorf im Fränkischen Seenland, Mittelfranken.

## Anlage
Im Jahr 1572 wurde der Friedhof von der Stadtkirche an die heutige Stelle verlegt. 1902 wurde er nach Westen hin erweitert und die Leichenhalle gebaut. Die Friedhofskapelle aus dem Jahre 1548 steht im älteren östlichen Teil der Anlage.
Auf dem Gelände befinden sich historische Grabsteine aus dem 18. bis zum 20. Jahrhundert.
Auf dem Friedhof werden Verstorbene beider Konfessionen aus dem Stadtgebiet und Protestanten aus dem kirchengemeindlich zu Merkendorf gehörenden Wolframs-Eschenbach zur letzten Ruhe gebettet. 2011 begann die Kirchengemeinde, die Friedhofswege zu erneuern.

## Galerie

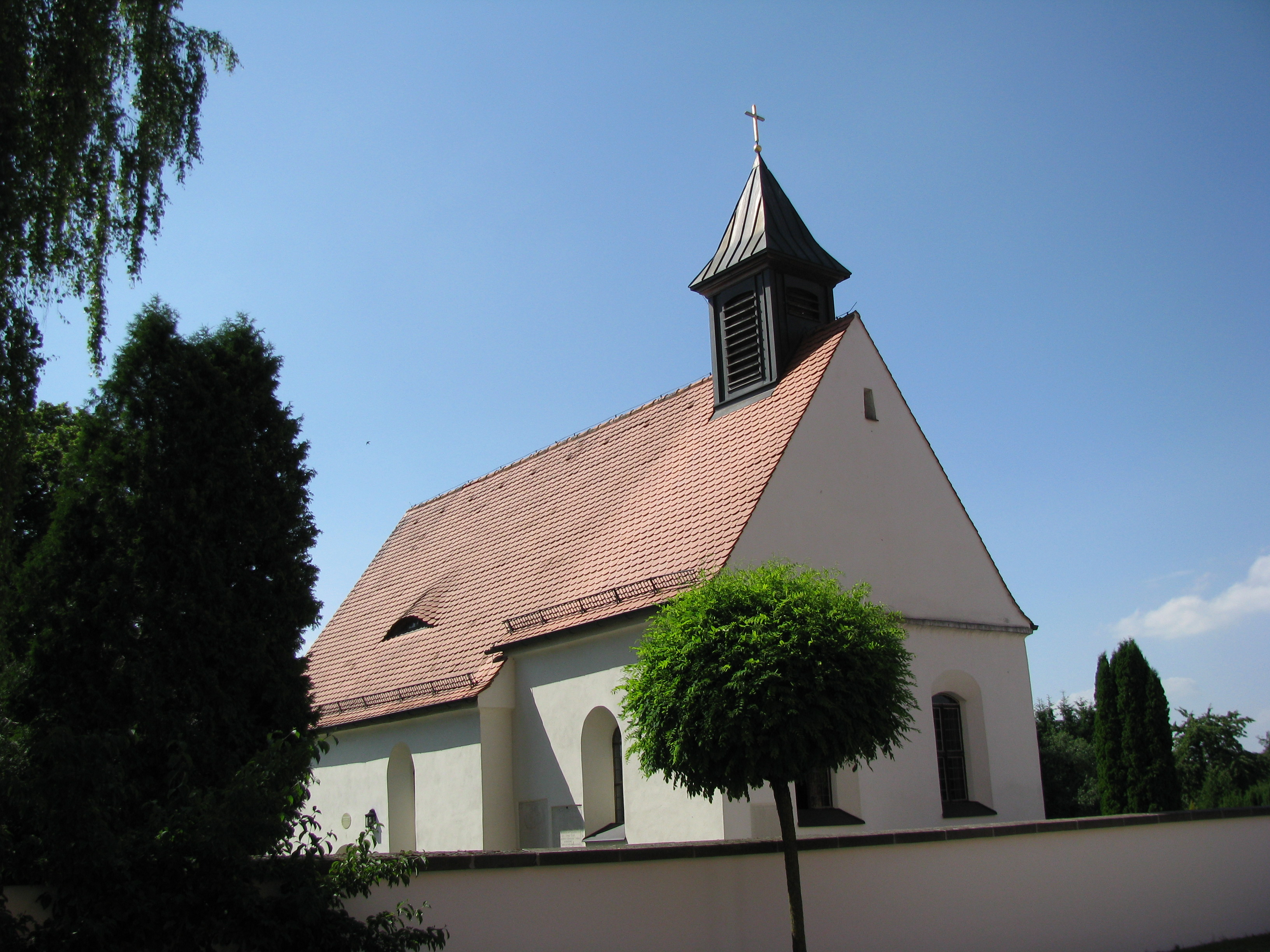
Friedhofskapelle St. Johannis
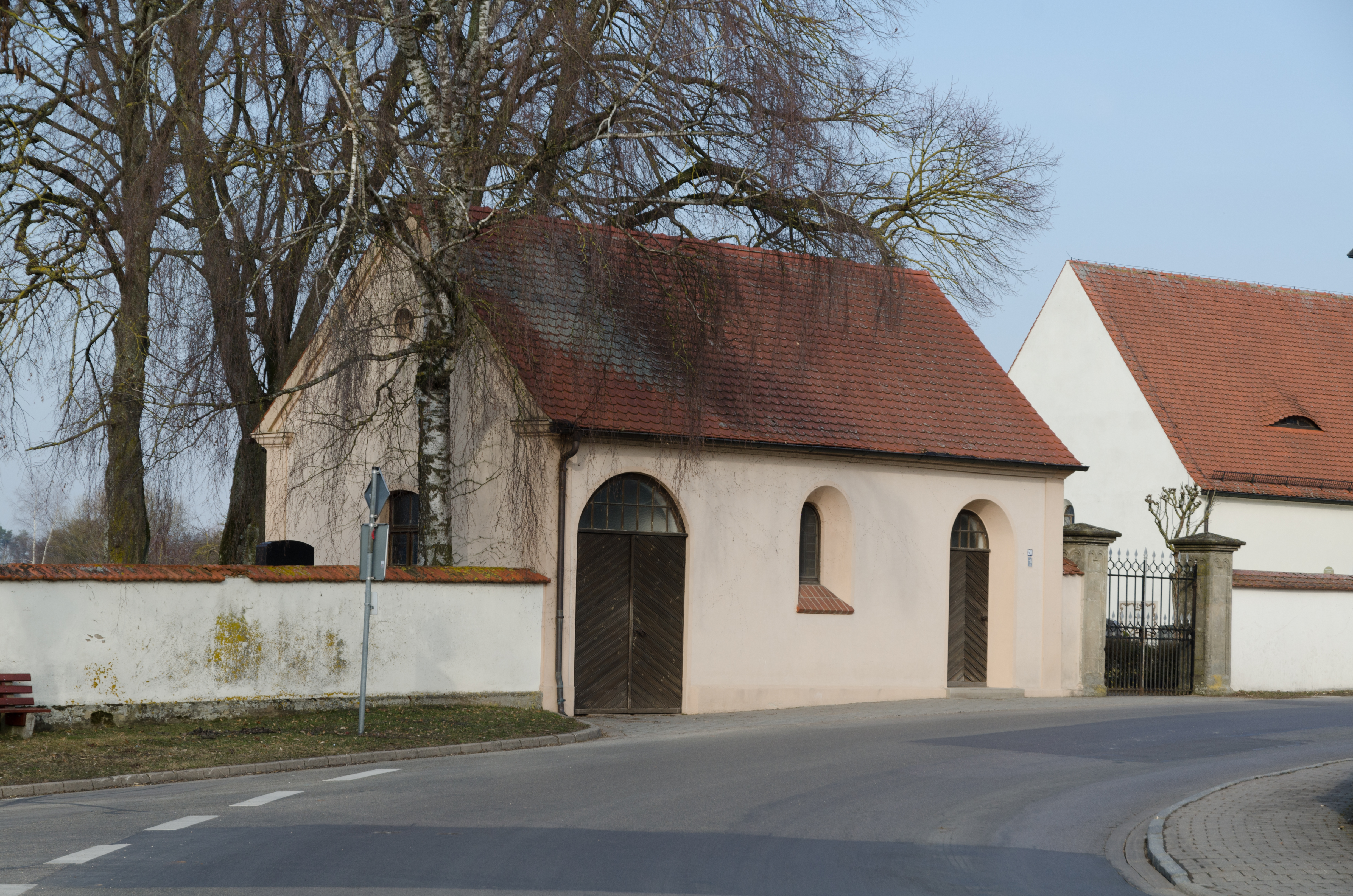
Leichenhalle
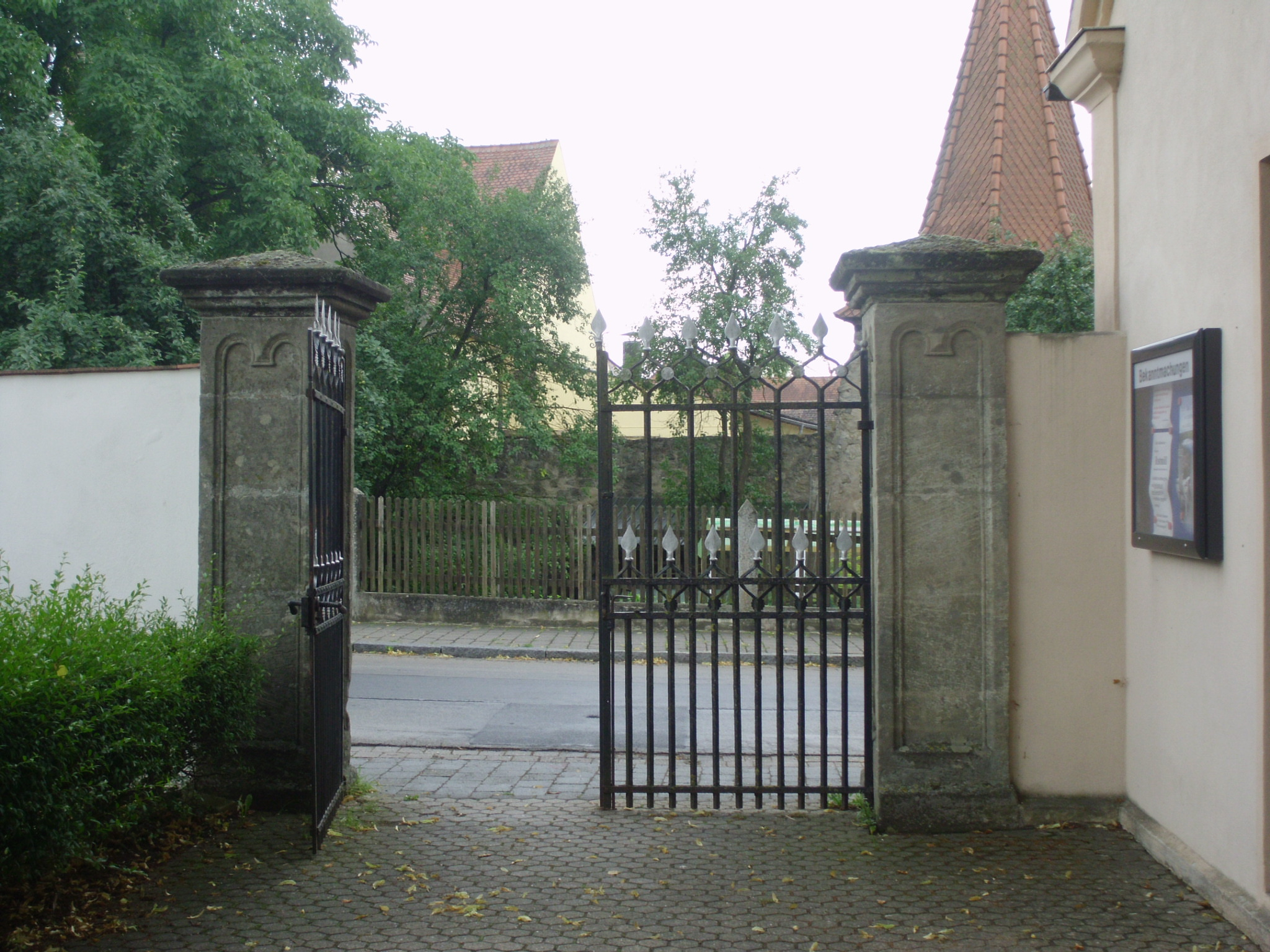
Schmiedeeisernes Eingangstor (im Hintergrund die Ringstraße)